# Opelette
De Opelette was een speciaal in Nederlands-Indië door Opel gebouwde auto voor taxivervoer aldaar.
In 1927 werd door het moederbedrijf van Opel, General Motors, een assemblagefabriek gebouwd in de Javaanse havenplaats Tandjoeng Priok. Hier werd behalve de Opel, de Chevrolet en de Buick geassembleerd (allemaal merken van General Motors). Ook de Opelette, een vierwielig taxivoertuig, werd hier gebouwd. Veel taxivoertuigen waren in die tijd op Java met drie wielen uitgerust. De auto werd niet in onderdelen geïmporteerd, zoals dat wel het geval was bij de auto’s van General Motors, maar in zijn geheel ter plaatse gebouwd. Op de Pasar Gambir van 1932 viel het voertuig voor het eerst te zien. De naam Opelette werd gekozen doordat het een utiliteitsvoertuig betrof en was afgeleid van het Europese begrip autolette, dat een eenvoudige, maar comfortabele versie inhield van een meestal driewielig voertuig, dat bestemd was voor taxivervoer of voor een arts die zijn visites aflegde. De naamgeving was ook in zwang bij vervaardigers van de kleinere versies van hun producten; zo waren er bijvoorbeeld de Peugeot Bebé (4-wielig), Autolette (als Nederlandse merknaam, 3-wielig), de Minerva Minervette (4-wielig) en de Léon Bollée Voiturette (3-wielig). De verkoop van het merk vond plaats door Lindeteves-Stokvis in Batavia.
Ander autolettes op Java vervaardigd waren de Morrissette, Austinette, Demmo, Masco, Lindo, Fordolette en de Amko/Amco.